# 三里河南二巷
39°54′48″N 116°20′29″E / 39.913397°N 116.3414593°E
三里河南二巷是位于中国北京市西城区西部的一条道路。

## 简介
三里河南二巷北起月坛南街，南到三里河南横街。过去是菜田及坟地。1950年代，在此建造国家机关的办公楼，与北京市第四十四中学形成了楼间通道。因为地处三里河村以南，为自东向西第二条楼间通道，故1981年定名“三里河南二巷”。